# Johann Joseph Schmitz
Johann Joseph Schmitz (Schreibung auch Johan Joseph Schmitz, * 19. April 1784 in Hannover; † nach Dezember 1816) war ein deutscher Zeichner und Maler.

## Leben
Johann Joseph Schmitz erlernte die Anfänge seiner Künste bei seinem Vater in Hannover, bevor er zu seiner weiteren Ausbildung nach Amsterdam zog. Dort wurde er Schüler des Malers Benjamin Wolff.
Schmitz schuf in den Niederlanden zunächst hauptsächlich Bildnisse und historische Darstellungen, dann insbesondere Landschaften und Ansichten. Er wurde so erfolgreich, dass er von der niederländischen Regierung auf die seinerzeit zu Niederländisch-Indien zählende Insel Java gesandt wurde, wo er „die wichtigsten Punkte“ zeichnen sollte. Mit diesem Auftrag versehen, stach Schmitz im Dezember 1816 mit der Fregatte Hoop en Fortuin in See, die von 1816 bis 1819 eine Expedition nach Kanton in China unternahm.
Über Schmitz weiterer Verbleib ist nichts bekannt, ebenso sind keinerlei Kunstwerke von ihm bekannt.
Ein Porträt des Künstlers schuf der Amsterdamer Zeichner und Kupferstecher Hendrik-Willem Caspari.